# José Gudiol
Josep Gudiol Ricart (Vic, 1904 - Barcelona, 1985) fue un arquitecto e historiador de arte español. 

## Biografía
Sintetizó la pintura románica y gótica catalanas, ideó y dirigió la colección "Ars Hispaniae" y su monografía con catálogo razonado sobre Francisco de Goya (1970, traducida a varios idiomas) es una de la piedras angulares del estudio de este pintor.
Fue director del Instituto Amatller de Arte Hispánico. Especialista en el estudio de la pintura, tiene sobre este tema las siguientes publicaciones:

## Obra

### Sobre pintura
- Pintura e imaginería románicas (1950)
- Pintura gótica (1955)
- Goya (1970)
- Doménikos Theotokópoulos, El Greco, 1541-1614 Barcelona : Ediciones Polígrafa, 1982 (edición original 1971). ISBN 84-343-0031-1
- Velázquez (1973)
- Historia de la pintura en Cataluña
- Goya, 1746-1828: Biografía, estudio analítico y catálogo de sus pinturas Barcelona : Poligrafa, D.L. 1980. ISBN 84-343-0313-2
- Goya Barcelona : Polígrafa, 1984. ISBN 84-343-0408-2

### Otros temas
- Los vidrios catalanes
- Arquitectura y escultura románicas
- Tarragona y su provincia
- La catedral de Toledo
- Bernardo Martorell
- The Arts of Spain, colección «The World of Art Library». Londres: Thames & Hudson, 1964.